# 미친개미속
미친개미속은 불개미아과에 속하는 개미의 한 속으로서, 현재 알려진 바로는 약 150종이 있다. 남극을 제외한 모든 대륙에서 서식하며 상당히 큰 군락을 형성한다. 이들은 바이오스피어 2에 들어갔는데,결국 생태계를 파괴시켰다.

## 같이 보기
- 긴다리비틀개미